# بخش مونرو (شهرستان پربل، اوهایو)
بخش مونرو (به انگلیسی: Monroe Township) یک منطقهٔ مسکونی در ایالات متحده آمریکا است که در شهرستان پربل، اوهایو واقع شده‌است.
 بخش مونرو ۹۱٫۲ کیلومتر مربع مساحت و ۲٬۲۹۰ نفر جمعیت دارد و ۳۳۸ متر بالاتر از سطح دریا واقع شده‌است.